# Ixodes auriculaelongae
Ixodes auriculaelongae este o specie de căpușe din genul Ixodes, familia Ixodidae, descrisă de Joseph Charles Arthur în anul 1958. Conform Catalogue of Life specia Ixodes auriculaelongae nu are subspecii cunoscute.